# 灵丘郡
灵丘郡，南北朝时期设置的行政区。
北魏置灵丘郡，属恒州。治所在灵丘县（今山西灵丘县）。下辖灵丘县、莎泉县，辖境相当今山西灵丘、浑源县地。魏孝明帝孝昌年间废灵丘郡。东魏天平二年（535年）复置灵丘郡，属北蔚州。北周为蔚州治所，领三县：灵丘、大昌、广昌。隋文帝开皇初年废灵丘郡。